# Аврам-Янку (Ботошань)
Аврам-Янку (рум. Avram Iancu) — село у повіті Ботошані в Румунії. Входить до складу комуни Коцушка.
Село розташоване на відстані 408 км на північ від Бухареста, 39 км на північний схід від Ботошань, 114 км на північний захід від Ясс.

## Населення
За даними перепису населення 2002 року у селі проживали 90 осіб, усі — румуни. Усі жителі села рідною мовою назвали румунську.